# Villum Kann Rasmussen
Villum Benedikt Kann Rasmussen (23. januar 1909 på Mandø – 24. august 1993 i Ordrup) var en dansk bygningsingeniør og grundlægger af V. Kann Rasmussen & Co, det senere VELUX. Virksomheden ejes i dag af VKR Holding A/S, som blandt andet også ejer VELFAC, Rationel og RoofLite. Hans bror Aage Kann Rasmussen var også ingeniør.
Villum Kann Rasmussen var søn af sognepræst Lars Bertel Rasmussen (19. oktober 1864 i Lemming ved Silkeborg – 1929) og hustru Therese Sofie Magdalene f. Kann (1870-1950).
Han gik i skole på Mandø fra 1922, blev matematisk-naturvidenskabelig student fra Sorø Akademi 1927 og blev optaget på Polyteknisk Læreanstalt samme år. Året efter tog han filosofikum, og 1932 blev han cand.polyt. Derefter var han ansat på Polyteknisk Læreanstalt – Laboratorium for Byggeteknik 1932-39.
1933 blev han leder af Teknisk afd. for ovenlys og glastage i firmaet Edvard Storr og samme år deltog han Lauge Kochs Østgrønlandsekspedition som radiotelegrafist og motorbådsfører. 1940-41 var han afdelingsleder i A/S Vølund og 1941 gik han i kompagniskab med Cornelius Hansen om Dansk Vindmotor Fabrik. Samme år oprettede han sit eget firma V. Kann Rasmussen & Co., hvor han året efter konstruerede VELUX-ovenlysvinduet, som firmaet tog navn fra.
Villum Kann Rasmussen udtog i sin tid 55 patenter. Det allerførste patent var det meget berømte pivothængsel, som gjorde det muligt at pudse vinduets yderflade indefra og på en enkel måde løfte vinduet af.
I 1969 samlede han sine virksomheder i VKR Holding.
Villum Kann Rasmussen stiftede flere almennyttige fonde. I 1971 oprettedes Villum Kann Rasmussen Fonden og ti år senere VELUX Fonden. Begge fonde støtter samfundsnyttige formål.
VILLUM Window Collection i Søborg har en samling på cirka 300 historiske vinduer fra 1600-tallet og frem til nutiden. Samlingen er oprettet i 2006, og museet er oprettet i 2015 og har offentlig adgang.
I 1991 blev han udnævnt til æresdoktor på Danmarks Tekniske Universitet (DTU).
Han blev gift 1937 med Bodil Grabow (f. 18. december 1915 i Horsens – 1996).
Hans børn kontrollerer fortsat VKR Holding:
- Aino Kann Rasmussen (født 1937), direktør for VELUX Fonden 1996-2006
- Lars Erik Kann-Rasmussen [sic] (født 1939), direktør for VKR Holding 1976-1992, bestyrelsesformand 1992-, direktør for Villum Kann Rasmussen Fonden
- Anne Margrete Kann Rasmussen
- Hans Hother Kann Rasmussen, direktør for VELUX Fonden 2006-